# Municipio de Goodar
El municipio de Goodar (en inglés: Goodar Township) es un municipio ubicado en el condado de Ogemaw en el estado estadounidense de Míchigan. En el año 2010 tenía una población de 398 habitantes y una densidad poblacional de 4,25 personas por km².

## Geografía
El municipio de Goodar se encuentra ubicado en las coordenadas 44°28′24″N 83°56′53″O / 44.47333, -83.94806. Según la Oficina del Censo de los Estados Unidos, el municipio tiene una superficie total de 93.6 km², de la cual 91,8 km² corresponden a tierra firme y (1,92 %) 1,79 km² es agua.

## Demografía
Según el censo de 2010, había 398 personas residiendo en el municipio de Goodar. La densidad de población era de 4,25 hab./km². De los 398 habitantes, el municipio de Goodar estaba compuesto por el 97,74 % blancos, el 0,25 % eran afroamericanos, el 0,25 % eran amerindios y el 1,76 % eran de una mezcla de razas. Del total de la población el 0,5 % eran hispanos o latinos de cualquier raza.